# Біскупиці (Ченстоховський повіт)
Біскупиці (пол. Biskupice) — село в Польщі, у гміні Ольштин Ченстоховського повіту Сілезького воєводства.
Населення — 900 осіб (2011).
У 1975-1998 роках село належало до Ченстоховського воєводства.

## Демографія
Демографічна структура станом на 31 березня 2011 року:
|          | Загалом | Допрацездатний вік | Працездатний вік | Постпрацездатний вік |
| -------- | ------- | ------------------ | ---------------- | -------------------- |
| Чоловіки | 451     | 89                 | 331              | 31                   |
| Жінки    | 449     | 86                 | 282              | 81                   |
| Разом    | 900     | 175                | 613              | 112                  |